# Храм Иверской иконы Божией Матери (Феодосия)
Храм Иверской иконы Божией Матери — приходской православный храм в Феодосии. Относится к Феодосийской епархии Русской православной церкви. Построен в XIII—XIV веках рядом с Генуэзской крепостью в укреплённом армянском районе — Айоц берд (армянская крепость) — как армянская церковь Святого Ованеса Мкртыча (арм. Հովհաննես Մկրտիչ, Иоанна Крестителя, или Иоанна Предтечи)).

## История
Впервые армяне в Крыму появились в I веке до н. э. в составе союзных Тиграну войск Митридата Евпатора. Однако начало массовых поселений относится к X—XI веку. С этого момента число армян на полуострове только росло. К XIV веку армяне составляли абсолютное большинство на южном побережье Крыма, и 2⁄3 населения Кафы. В последней армяне-старожилы жили непосредственно в городской черте, а вновь прибывшие селились у городских стен. Так к XIII—XIV векам на побережье, у восточной стены генуэзской крепости образовалось армянское поселение (армянская слобода). В середине XIV века армяне с целью защиты от татар обнесли своё поселение защитной стеной. Укреплённый район получил название Айоц берд (армянская крепость). В районе насчитывалось пять армянских церквей, из которых четыре дошли до наших дней, а ещё одна была открыта в ходе археологических раскопок в 1981 году. Среди сохранившихся армянских церквей была церковь Иоанна Крестителя (Предтечи).
В 1778 году по приказу императрицы Екатерины Александр Суворов переселил армян в Азовскую губернию в низовья Дона. В связи с выселением армянского населения произошёл упадок армянских колоний. В 1783 году, после присоединения Крыма к Российской империи, часть армян смогла вернуться в родные места и наладить свою жизнь. Однако численность армянской колонии уже не была прежней и в конечном итоге так и не восстановилась. На места выселенных армян российские власти начали селить русское население. Постепенно, в связи с уменьшением численности армян, армянская крепость стала приходить в запустение. Вероятно, окончательно последние армяне покинули район, когда в середине XIX века специальная врачебная комиссия решила устроить из армянской крепости санитарный карантин для экипажей судов, прибывающих из охваченной чумой Турции. Кроме того, помимо экипажей судов, в армянском районе на 40-дневный карантин оставляли крымских мусульман, возвращавшихся с хаджа. С тех пор Айоц берд стали называть Карантином. В 1875 году армянская церковь Иоанна Крестителя (Ованеса Мкртыча) российскими властями была выведена из ведения Эчмиадзина и освящена как русская православная церковь во имя Иверской иконы Божией Матери.
При советской власти церковь закрыли. Фрески были попорчены, исчезла скульптура.
В 1996 году проводилась реставрация под руководством архитектора и скульптора Валерия Замеховского, после завершения которой храм был передан УПЦ.

## Описание

### Архитектура
Строение состоит из двух частей, построенных в разное время. Более старый объём, в плане квадратный, увенчан восьмигранным барабаном с окнами-бойницами и куполом. Позднейшая пристройка (удлинённый в плане прямоугольник) находится на стороне главного входа и разделена столбами на три нефа с полукруглыми сводами.
Около входа — хачкары и несколько древних армянских надгробий — остатки кладбища.

### Интерьер
Неф украшен фресками (сохранились фрагментарно). Ещё в 1920-х годах в алтарной части находились средневековые рельефы с изображениями Иоанна Крестителя, Григория Просветителя и сцены Евхаристии .

## Галерея

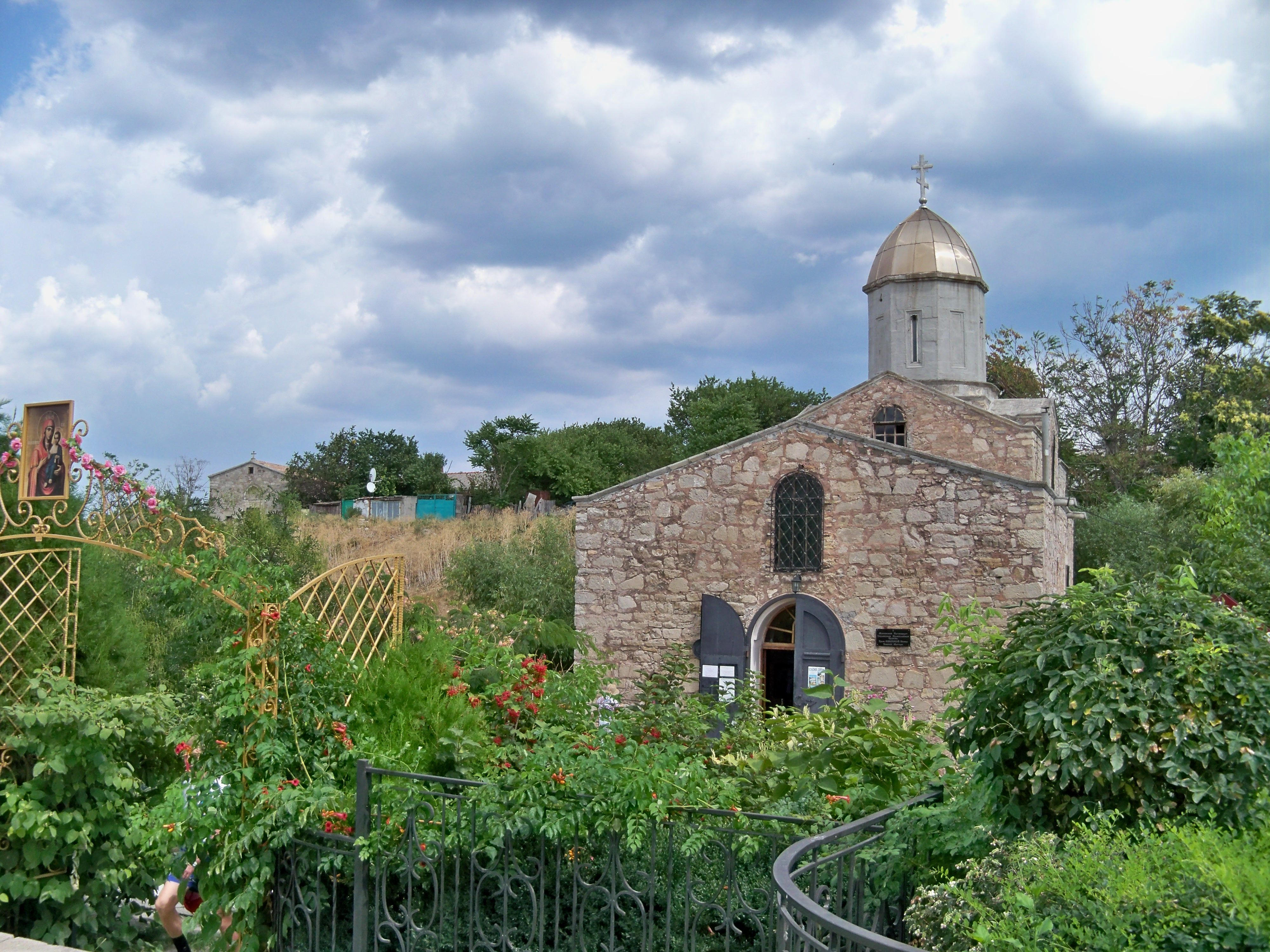
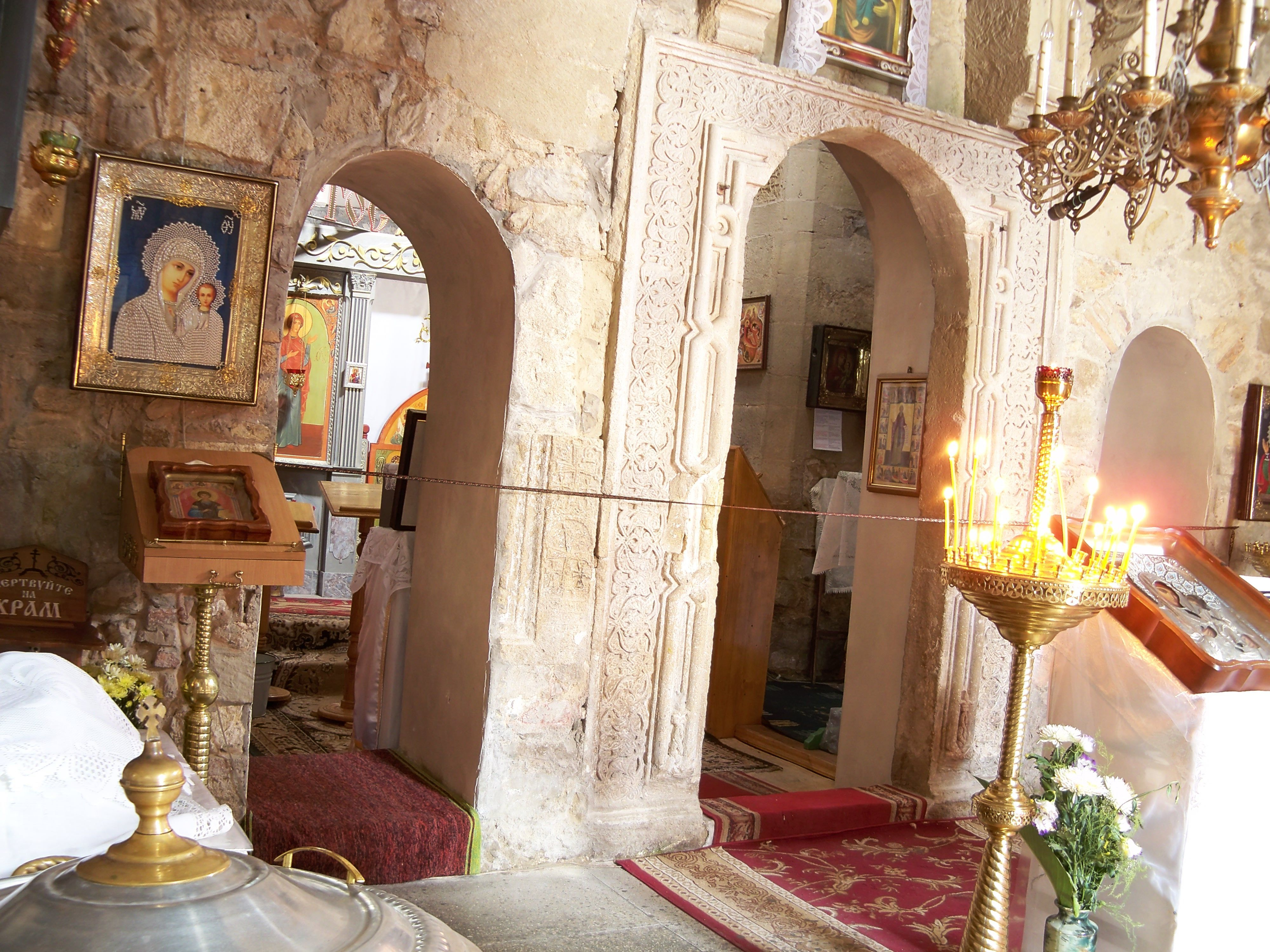
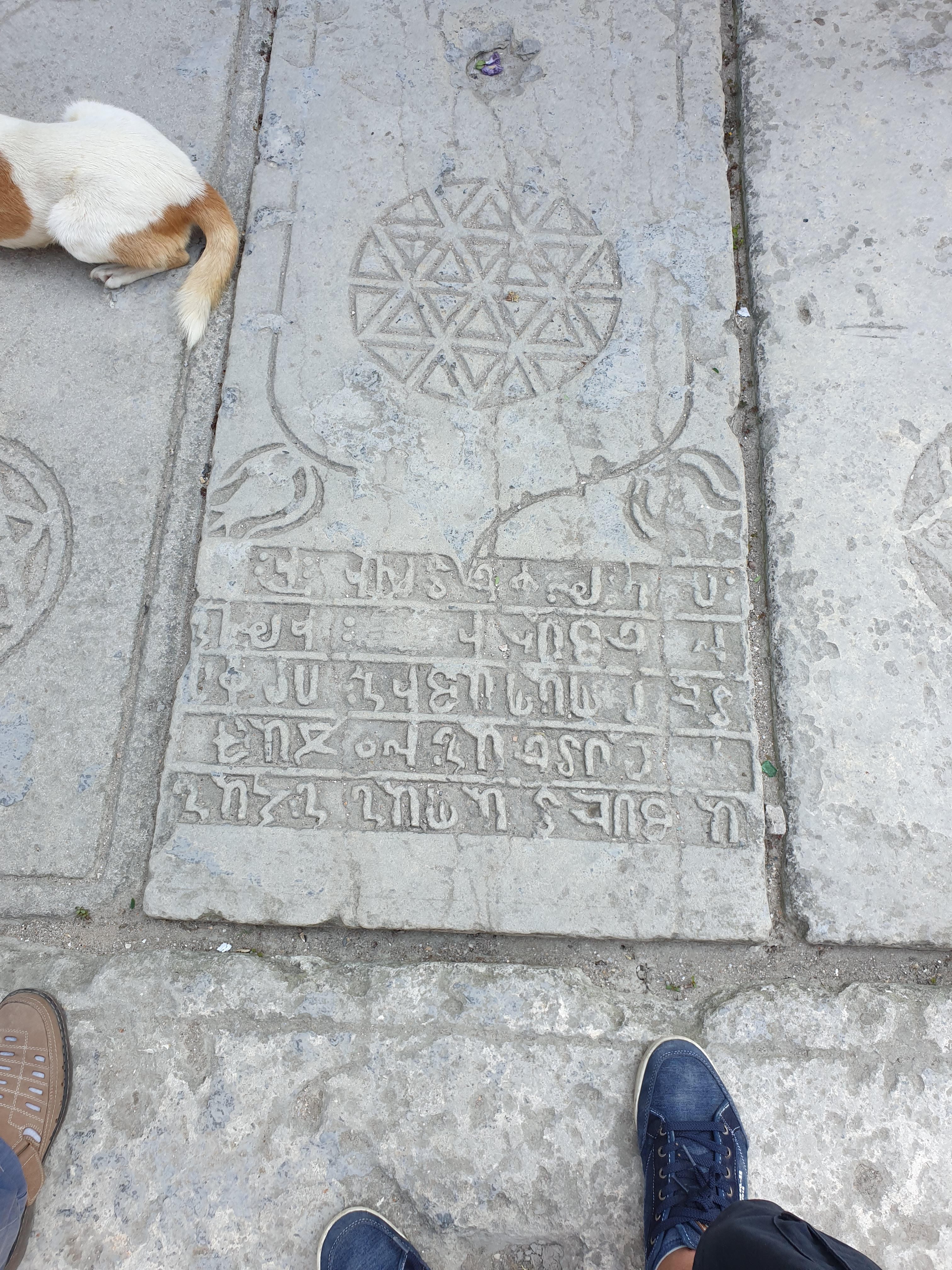
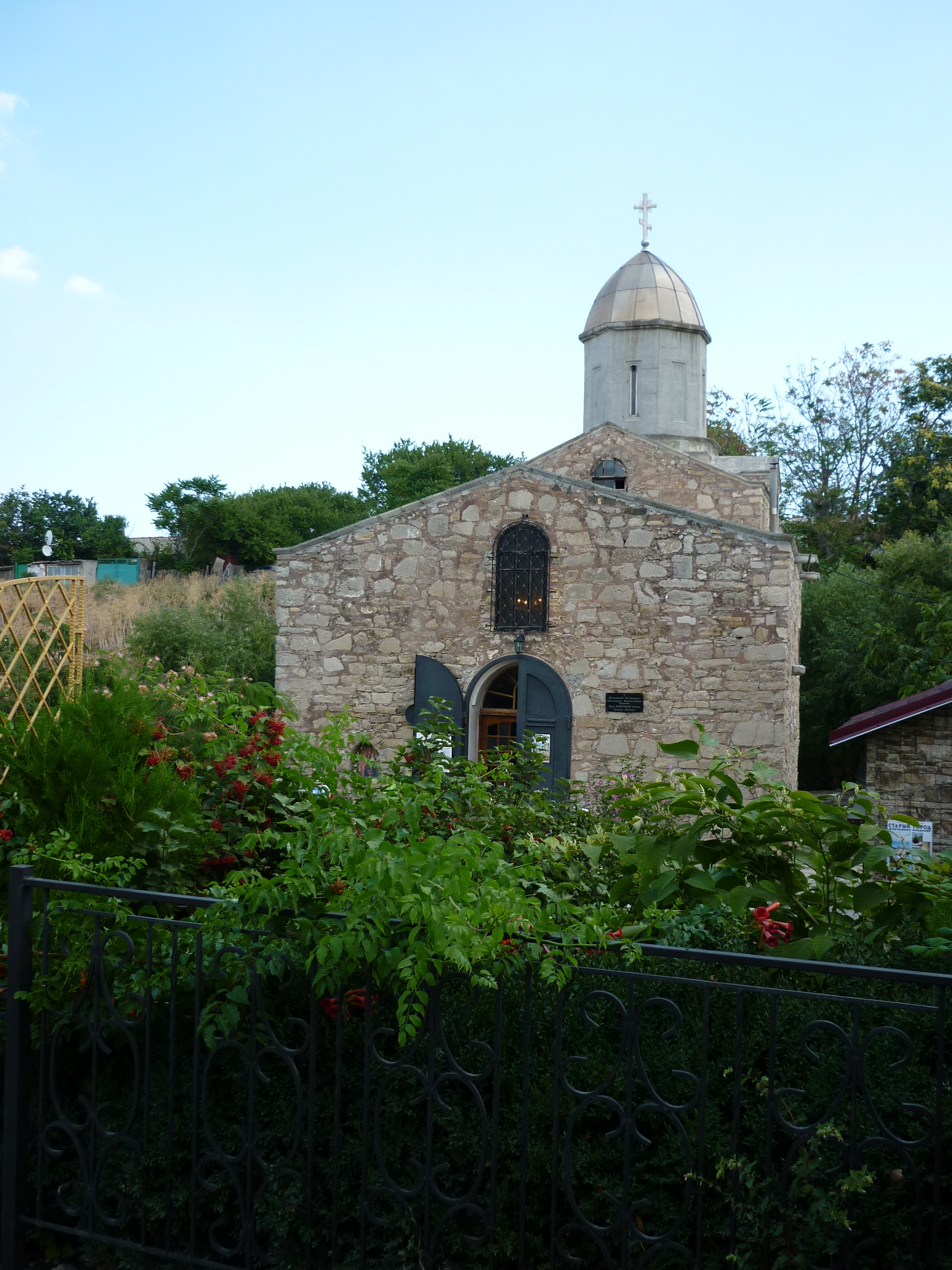
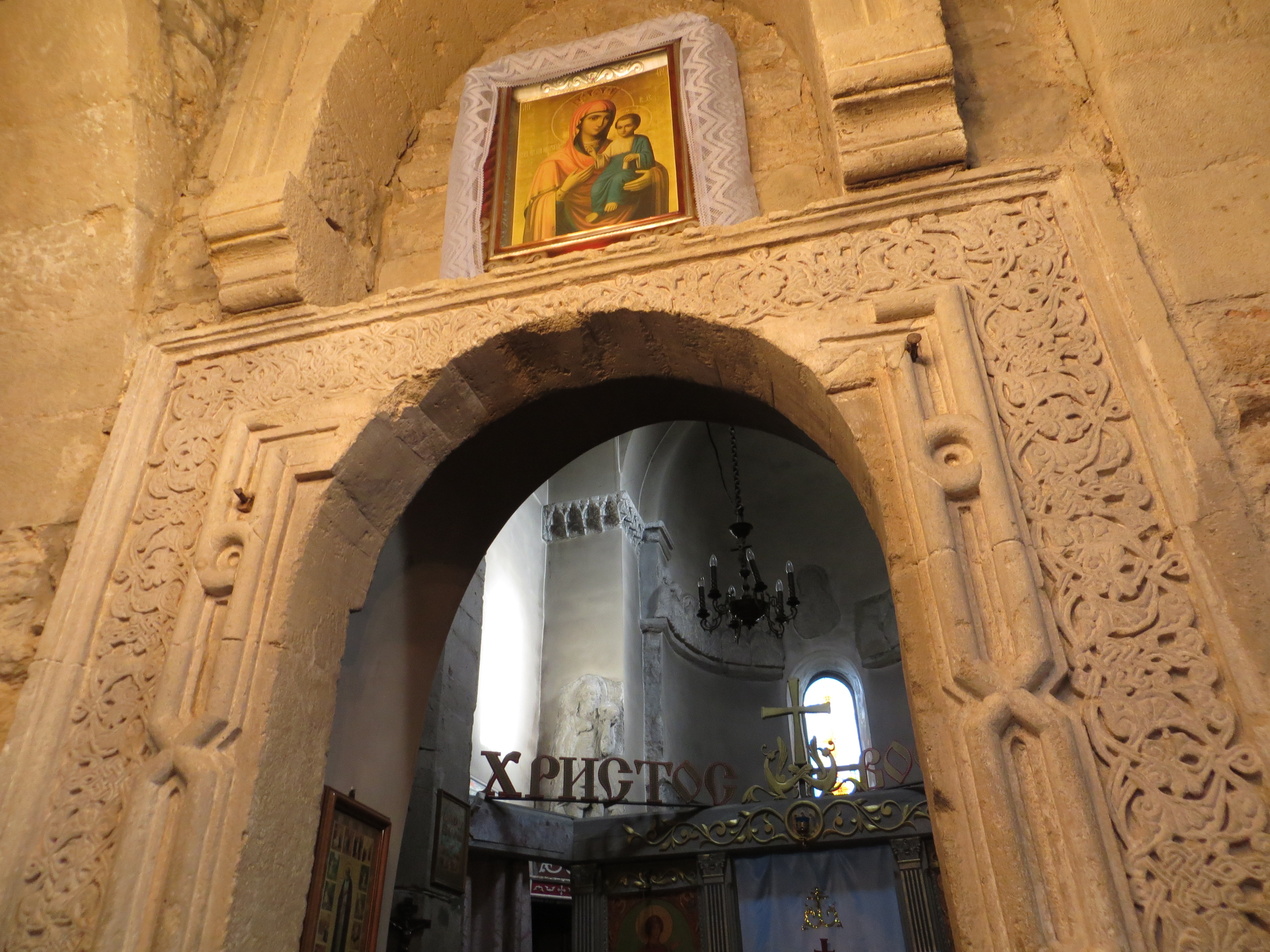